# 1,12-Dodecandiol
1,12-Dodecandiol ist eine chemische Verbindung aus der Gruppe der Alkandiole.

## Gewinnung und Darstellung
1,12-Dodecandiol kann biotechnologisch durch Escherichia coli gewonnen werden. Die Verbindung kann auch durch Reduktion von Lauryllacton dargestellt werden.

## Eigenschaften
1,12-Dodecandiol ist ein brennbarer, schwer entzündbarer, kristalliner, weißer Feststoff mit schwachem Geruch, der sehr schwer löslich in Wasser ist. Beide Hydroxygruppen zeigen eine trans-Konformation in Bezug auf das Kohlenwasserstoffgerüst.

## Verwendung
1,12-Dodecandiol wird in Polyesterpolyolen für Polyurethane, Beschichtungen und Druckfarben, Klebstoffe, Lastomere, Polyester und Co-Polyester, Polymervernetzer, pharmazeutische Zwischenprodukte, Duftstoffe eingesetzt.